# Allothyone mexicana
Allothyone mexicana är en sjögurkeart som först beskrevs av Elisabeth Deichmann 1946.  Allothyone mexicana ingår i släktet Allothyone och familjen svanssjögurkor. Inga underarter finns listade i Catalogue of Life.